# Durian Sukegawa
Durian Sukegawa (ドリアン助川 Dorian Sukegawa), de son vrai nom Tetsuya Sukegawa (助川哲也 Sukegawa Tetsuya), né le 17 juin 1962 à Tokyo, est un auteur, poète et chanteur japonais. Il est également professeur à l’université Waseda.

## Parcours
Durian Sukegawa présente un profil atypique. Diplômé de philosophie de l’université Waseda et de l’École de pâtisserie du Japon, il est également chanteur, poète (fondateur de la Société des Poètes qui Hurlent (叫ぶ詩人の会 Sakebu Shijin no Kai) en 1990), ou encore chroniqueur à la radio et à la télévision.
En France, il est davantage connu pour ses romans, notamment Les Délices de Tokyo (2016), adapté au cinéma par Naomi Kawase. La version française, traduite par Myriam Dartois-Ako, remporte le Prix Caméléon, prix étudiant du roman étranger traduit en français, en mars 2023 à l'université Jean Moulin Lyon III.

## Ouvrages parus en français
- Les Délices de Tokyo (あん An). Paris : Albin Michel, 2016. Prix Roman du Livre de poche 2017. Traduit du japonais par Myriam Dartois-Ako.
- Le Rêve de Ryôsuke (ピンザの島 Pinza no shima). Paris : Albin Michel, 2017. Traduit du japonais par Myriam Dartois-Ako.
- L’Enfant et l’oiseau (カラスのジョンソン Karasu no Jonson). Paris : Albin Michel, 2019. Traduit du japonais par Myriam Dartois-Ako.
- Les Chats de Shinjuku. Paris : Albin Michel, 2024. Traduit du japonais par Myriam Dartois-Ako[4].

## Adaptations au cinéma
- Les Délices de Tokyo (2015) réalisé par Naomi Kawase.